# Jimmy Del Ray
David Everett Ferrier (Grove City, 30 novembre 1962 – Tampa, 6 dicembre 2014) è stato un wrestler statunitense, conosciuto per aver combattuto nella World Wrestling Federation con il ring name di Jimmy Del Ray.

## Personaggio

### Mosse finali
- Moonsault body press
- Somersault Body Press (come Jimmy Graffiti/WCW)

### Manager
- Jim Cornette

### Soprannomi
- "Gigolo"

## Titoli e riconoscimenti
- Championship Wrestling from Florida
  - FCW Tag Team Championship (1) - con Brett Sawyer
- Wrestling International New Generations
  - W*NG World Junior Heavyweight Championship (1)
- Florida Championship Wrestling / Pro Wrestling Federation
  - PWF Junior Heavyweight Championship (3)
- Future Championship Wrestling
  - FCW Junior Heavyweight Championship (1)
- Independent Wrestling Association Mid-South
  - IWA Mid-South Light Heavyweight Championship (1)
- Pennsylvania Championship Wrestling
  - PCW Tag Team Championship (1) - con Tom Prichard
- Pro Wrestling Illustrated
  - 73º tra i migliori 500 wrestler singoli nella PWI 500 (2003)